# 1204
| 1204               |
| ------------------ |
| Dødsfald - Fødsler |
|                    |

| Gregoriansk kalender | 1204 MCCIV              |
| Ab urbe condita      | 1957                    |
| Armensk kalender     | 653 ԹՎ ՈԾԳ              |
| Kinesiske kalender   | 3900 – 3901 癸亥 – 甲子 |
| Etiopisk kalender    | 1196 – 1197             |
| Jødisk kalender      | 4964 – 4965             |
| Hindukalendere       |                         |
| - Vikram Samvat      | 1259 – 1260             |
| - Shaka Samvat       | 1126 – 1127             |
| - Kali Yuga          | 4305 – 4306             |
| Iransk kalender      | 582 – 583               |
| Islamisk kalender    | 600 – 601               |

Konge i Danmark: Valdemar Sejr 1202-1241
Se også 1204 (tal)

## Begivenheder
- 12. april - Korsfarernes erobring og plyndring af Konstantinopel under det Fjerde Korstog, hvilket senere fik Pave Johannes Paul II til den 4. maj 2001, at undskylde officielt overfor den Græske Kirke ved et personligt møde med den Økumeniske Patriark.

## Dødsfald
- Esbern Snare
- 13. december - Maimonides, jødisk doktor, rabbiner og filosof (født  1135.)